# Medieck
Medieck est un village du Sénégal situé en Basse-Casamance. Il fait partie de la communauté rurale de Sindian, dans l'arrondissement de Sindian, le département de Bignona et la région de Ziguinchor.
Lors du dernier recensement (2002), la localité comptait 1 251 habitants et 174 ménages.